# 胡楊河市
胡楊河市（こようが-し）は、中華人民共和国新疆ウイグル自治区に位置する区直轄県級市。

## 歴史
もともとはイリ・カザフ自治州クイトゥン市・タルバガタイ地区ウス市・カラマイ市カラマイ区の各一部。新疆生産建設兵団第7師団の所在地であるから、2019年に国務院が「師市合一」体制の県級市の胡楊河市の設置を認可した。

## 行政区画
- 団（鎮）：胡楊河市核心区、125団、128団前山鎮、129団五五新鎮、130団共青鎮[3]